# وایلی-بلک‌ول
وایلی-بِلَک‌وِل (به انگلیسی: Wiley-Blackwell) بخش بین‌المللی چاپ و نشر علمی، پزشکی، فنی، و دانشگاهی شرکت جان وایلی و پسران است. این انتشارات از هَم‌آیی دو شرکت «انتشارات بلک‌ول» و «شرکت بین‌المللی علمی، تخصصی، و پزشکی جان وایلی» در سال ۲۰۰۷ (میلادی) پدید آمد.

## تاریخچه
انتشارات بلک‌ول در سال ۲۰۰۱ (میلادی) با هم‌آیی ۲ شرکت انتشارات علمی بلک‌ول ساینس (بنیان‌گذاشته در ۱۹۳۹ (میلادی) به نام «انتشارات علمی بلک‌ول») و منتشر کنندگان بلک‌ول (بنیان‌گذاشته در ۱۹۲۲) در آکسفورد پدید آمد. ریشه این دو شرکت به کتاب‌فروشی خانوادگی و کسب‌وکار چاپ کتاب بلک‌ول در سده ۱۹ (میلادی) باز می‌گردد. هم‌آیی این دو شرکت انتشاراتی به پیدایش یکی از بزرگترین انتشارات علمی جهان انجامید که با ۶۵۵ انجمن علمی و حرفه‌ای همکاری می‌کرد. در سال ۲۰۰۶ (میلادی) بلک ول ۸۰۵ ژورنال علمی، ۶۵۰ متن و کتاب مرجع در زمینه‌های گوناگون علمی و حرفه‌ای منتشر کرد.
در ۱۷ نوامبر ۲۰۰۶ شرکت جان وایلی و پسران اعلام کرد که با یک قرارداد نامحدود، انتشارات بلک‌ول را از آن خود کرده‌است. این مالکیت با پرداخت ۵۷۲ میلیون پوند استرلینگ در فوریه ۲۰۰۷ کامل شد. انتشارات بلک‌ول با «کسب‌وکار پزشکی، فنی و علمی جهانی جان وایلی» تلفیق شد تا وایلی-بلک‌ول پدید آید. از ۳۰ ژوئن ۲۰۰۸ (میلادی) ژورنال‌های پیشین «بلک‌ول سینرجی» از طریق کتابخانه برخط وایلی در دسترس شدند.

## کنش‌ها
وایلی-بلک‌ول درباره موضوعات علمی و حرفه‌ای گوناگونی مانند زیست‌شناسی، پزشکی، علوم فیزیکی، فناوری، علوم اجتماعی، و علوم انسانی چاپ می‌کند. به عنوان یک ناشر انجمن علمی، وایلی-بلک‌ول با نزدیک ۷۵۰ انجمن و نهاد علمی همکاری می‌کند. این شرکت نزدیک ۱۵۰۰ ژورنال علمی داوری همتا، سالانه بیش از ۱۵۰۰ جلد کتاب به صورت برخط و چاپ‌شده، و همچنین پایگاه داده، کارهای مرجع مهم، و دستورالعمل‌های کتابخانهای ارائه می‌کند. ویرایش‌های برخط این شرکت در کتابخانه برخط وایلی در دسترس هستند. این وبگاه، در اوت ۲۰۱۰ جایگزین وبگاه پیشین «اوایلی-اینترساینس» شد.

## دفترها
ستاد وایلی-بلک‌ول در هابوکن، نیوجرسی ایالات متحده آمریکا است و دفترهایی در بوستون، آکسفورد، چیچستر، برلین، سنگاپور، ملبورن، توکیو، و پکن دارد.